# Championnat de Corée du Sud de football 1994
Navigation
Saison précédente Saison suivante
La saison 1994 du Championnat de Corée du Sud de football était la 12e édition de la première division sud-coréenne à poule unique, la K-League. Sept clubs prennent part au championnat qui prend la forme d'une poule unique où toutes les équipes se rencontrent cinq fois au cours de la saison. Il n'y a pas de club relégué en fin de saison, au vu du trop faible nombre de formations engagées dans la compétition.
C'est le club de Ilhwa Chunma, tenant du titre, qui remporte le titre en terminant en tête du classement final, avec 3 points sur Yukong Kokkiri et 4 sur les POSCO Atoms. C'est le 3e titre de champion de Corée du Sud de l'histoire du club.

## Les 7 clubs participants
| - Yukong Kokkiri - Daewoo Royals - Hyundai Horang-i - Ilhwa Chunma - LG Cheetahs - POSCO Dolphins - Chonbuk Buffalos |

## Compétition
Le barème de points servant à établir le classement se décompose ainsi :
- Victoire : 3 points
- Match nul : 1 points
- Défaite : 0 point

### Classement
| Rang | Équipe           | Pts | J  | G  | N  | P  | Bp | Bc | Diff |
| ---- | ---------------- | --- | -- | -- | -- | -- | -- | -- | ---- |
| 1    | Ilhwa Chunma T   | 54  | 30 | 15 | 9  | 6  | 42 | 30 | +12  |
| 2    | Yukong Kokkiri   | 51  | 30 | 14 | 9  | 7  | 47 | 31 | +16  |
| 3    | POSCO Atoms      | 50  | 30 | 13 | 11 | 6  | 49 | 37 | +12  |
| 4    | Hyundai Horang-i | 46  | 30 | 11 | 13 | 6  | 38 | 30 | +8   |
| 5    | LG Cheetahs      | 43  | 30 | 12 | 7  | 11 | 53 | 50 | +3   |
| 6    | Daewoo Royals    | 27  | 30 | 7  | 6  | 17 | 37 | 56 | -19  |
| 7    | Chonbuk Buffalos | 14  | 30 | 3  | 5  | 22 | 30 | 62 | -32  |

|  | Qualification pour la Coupe d'Asie des clubs champions 1995-1996 |
|  | T Tenant du titre                                                |

## Bilan de la saison
| Championnat de Corée du Sud de football 1994 |                         |
| Champion                                     | Ilhwa Chunma (3e titre) |
| Coupes et trophées                           |                         |
| Vainqueur de la Coupe de Corée du Sud 1994   | Non disputée            |
| Qualifications continentales                 |                         |
| Coupe d'Asie des clubs champions 1995-1996   | Ilhwa Chunma            |
| Promotions et relégations                    |                         |
| Promus en K-League                           | Aucun                   |
| Relégués en K2-League                        | Aucun                   |